# Teigdruck
Der Teigdruck (engl. pasteprint) ist eine grafische Technik, die im 15. und beginnenden 16. Jahrhundert Verbreitung fand.

## Erscheinungsbild
Erhaltene Blätter bestehen aus einem Trägerpapier, auf dem sich eine plastisch verformbare Masse als dünne Schicht befindet. Darauf liegt eine dünne Metallfolie, die mit einer orangefarbenen Lasur versehen sein kann, um den Glanz des Metalls zu verstärken. Auf den erhabenen Reliefpartien liegt eine schwarze Farbe. Das Metall ist in den tiefer gelegenen Stellen sichtbar und erzeugt so das Bild. Das Motiv des Reliefs ist durch die aufgetragene schwarze Farbe auch ohne Schräglicht sichtbar.

## Herstellung
In die plastisch verformbare Masse, den „Teig“, wurde eine geschnittene Metallplatte mit einer reliefierten Darstellung wie ein Stempel eingedrückt. Genaugenommen handelt es sich somit um eine Prägetechnik. Auf die erhabenen Stellen wurde eine Farbschicht aufgetragen.
Der „Teig“ konnte auch mit Wollflocken o. Ä. bestreut werden (Flocktechnik).

## Überlieferung
Blätter in dieser Technik sind äußerst selten. Erhalten haben sich insgesamt ca. 200 originale Teigdrucke, die meisten davon in Bücher eingelegt oder eingeklebt. Viele davon befinden sich in einem sehr schlechten Zustand. Die Metallfolie bestand vermutlich häufig aus Zinn, das zu Zinnoxid, einem weißen Puder, korrodierte.
Teigdrucke sind äußerst empfindlich gegenüber Feuchtigkeit und mechanischen Beanspruchungen.